# Хичкок, Чарльз Лео
Чарльз Лео Хичкок (англ. Charles Leo Hitchcock, 1902—1986) — американский ботаник-флорист, специалист по флоре северо-запада Северной Америки.

## Биография
Чарльз Лео Хичкок родился 23 апреля 1902 года в городе Ньюхолл штата Калифорния. Учился ботанике и зоологии в Помонском колледже в Клермонте, в 1927 году окончил его со степенью бакалавра искусств. На протяжении последующих двух лет продолжал обучение в Клермонте, в 1929 году под руководством профессора Филипа Манца получил степень магистра с диссертацией, посвящённой роду Кларкия. Покинув Калифорнию, в 1931 году Хичкок стал доктором философии в Университете Вашингтона в Сент-Луисе, диссертацией по роду Дереза руководил Джесси Мор Гринмен.
С 1932 года Чарльз Лео Хичкок преподавал в Монтанском университете, в 1937 году переехал в Вашингтон. На протяжении 35 лет Хичкок был профессором Вашингтонского университета и директором его гербария.
Хичкок издал монографии таких родов растений, как Nama, Lepidium, Draba, Philadelphus, Silene, Lathyrus и Sidalcea. В 1955—1969 вышло пятитомное издание Vascular Plants of the Pacific Northwest, написанное Хичкоком в соавторстве с А. Кронквистом, Ф. М. Оунби и Дж. У. Томпсоном. В 1973 году Хичкок и Кронквист выпустили краткий вариант публикации, однотомный определитель Flora of the Pacific Northwest.
3 февраля 1986 года Чарльз Лео Хичкок скончался.

## Некоторые научные работы
- Hitchcock, C.L. A monographic study of the genus Lycium of the western hemisphere (англ.) // Annals of the Missouri Botanical Garden : journal. — Missouri Botanical Garden Press, 1932. — Vol. 19, no. 2—3. — P. 179—374.
- Hitchcock, C.L. A revision of the drabas of western North America. — Seattle, 1941. — 132 p.
- Hitchcock, C.L. A revision of the North American species of Lathyrus. — Seattle, 1952. — 104 p. — ISBN 0295739134.
- Hitchcock, C.L.; Cronquist, A. et al. Vascular plants of the Pacific Northwest. — Seattle, 1955—1969. — 5 vols.
- Hitchcock, C.L.; Cronquist, A. Flora of the Pacific Northwest. — Seattle, 1973. — 730 p. — ISBN 0295952725.

## Некоторые виды растений, названные в честь Ч. Л. Хичкока
- Draba hitchcockii Rollins, 1983
- Lathyrus hitchcockianus Barneby & Reveal, 1971
- Lesquerella hitchcockii Munz, 1929 [≡ Physaria hitchcockii (Munz) O'Kane & Al-Shehbaz, 2002]
- Luzula hitchcockii Hämet-Ahti, 1971
- Melica hitchcockii B.Boivin, 1979
- Nama hitchcockii J.D.Bacon, 1981
- Philadelphus hitchcockianus S.Y.Hu, 1956
- Saxifraga hitchcockiana Elvander, 1984 [≡ Micranthes hitchcockiana (Elvander) Brouillet & Gornall, 2008]
- Sisyrinchium hitchcockii Douglass M.Hend., 1976